# 磚形國際象棋
菱形國際象棋（Masonic Chess），是由George R. Dekle在1983年推出一種使用磚形格為棋盤的國際象棋變體。

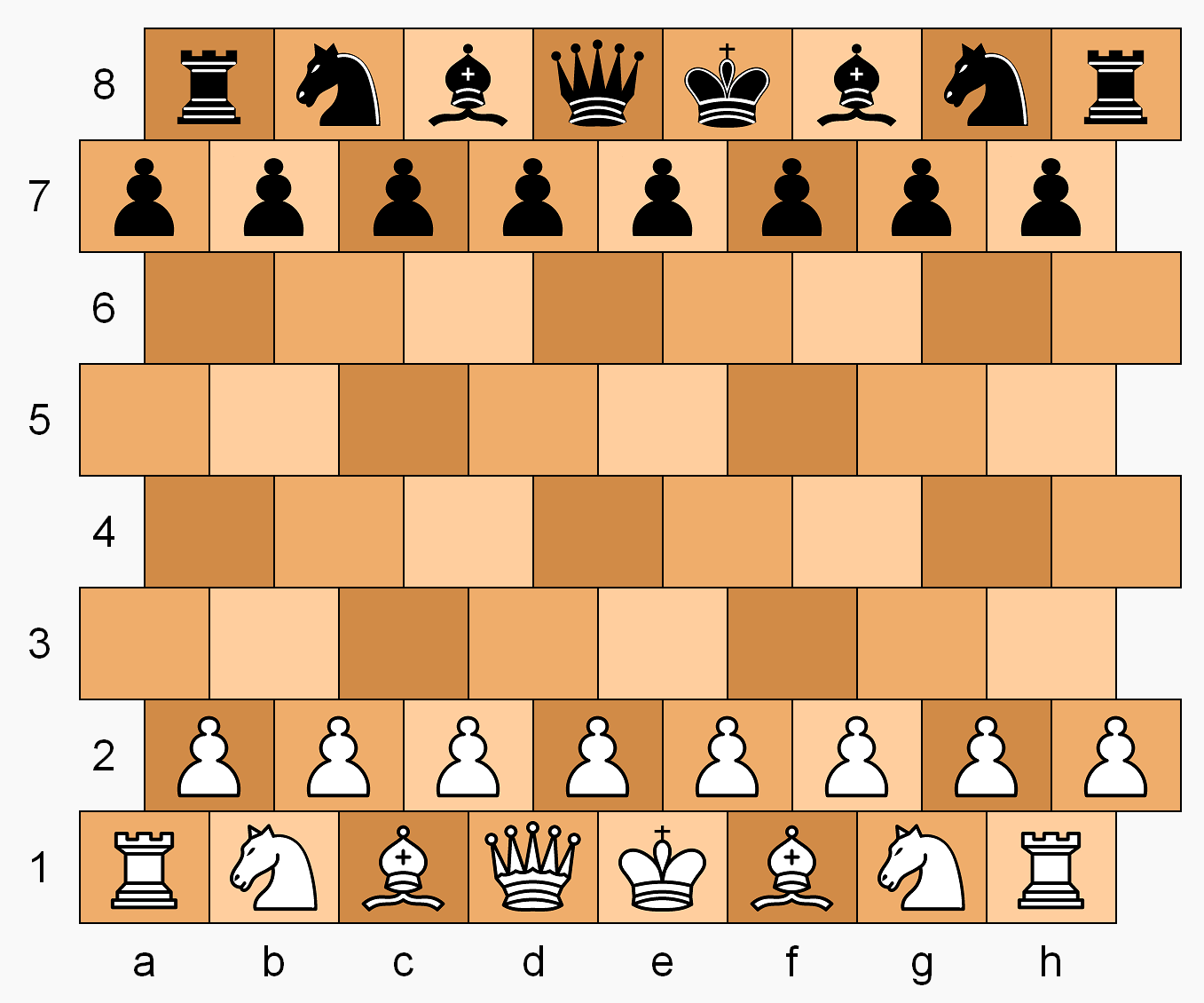
磚形國際象棋初始布置

## 遊戲規則
- 使用國際象棋棋子，棋盤為8*8的交錯長方磚形棋盤。
- 原先棋子平移的縱、橫向在此棋盤指循接邊格直行；斜向指2*2磚塊的對角。
- 象除可斜行外，還可至鄰邊格一格。
- 其他依照正統的國際象棋規則。